# Pokémon : L'Ascension de Darkrai
Pokémon : L'Ascension de Darkrai (Pokémon: The Rise of Darkrai) connu sous le nom de  Pocket Monsters Diamond & Pearl the Movie: Dialga vs. Palkia vs. Darkrai (劇場版ポケットモンスター ダイヤモンド&パール ディアルガVSパルキアVSダークライ, Gekijōban Poketto Monsutā Daiyamondo Pāru Diaruga tai Parukia tai Dākurai) au Japon, est un film d'animation japonais réalisé par Kunihiko Yuyama sorti en 2008 directement en vidéo. C'est le dixième long métrage Pokémon.

## Synopsis
En se rendant à un concours Pokémon, Sacha, Aurore et Pierre arrivent à Alamos mais, la ville semble touchée par un mal mystérieux lié à Darkrai, pokémon légendaire. Au même moment, Dialga et Palkia s'affrontent et créent des déséquilibres dans l'espace-temps provoquant la disparition de la ville d'Alamos dans une autre dimension. 

## Fiche technique
- Production Française : Sun Studio
- Directeur Artistique : Daniel Nicodème
- Adaptation : Dimitri Botkine & Isabelle Frances
- Mixage : SDI Media
- Chansons adaptées par : Nathalie Stas
  - "Nous serons les héros - Pokémon/L'ascension de Darkrai" Interprétée par Daddy Waku
  - "Je penserai toujours à toi" Interprétée par Nathalie Stas
  - "Exister dans l'ombre" Interprétée par Daddy Waku

## Distribution
Voix Françaises
- Aurélien Ringelheim : Sacha Ketchum
- Marielle Ostrowski : Alice, Alicia (enfant)
- Sébastien Moradiellos : Tonio
- Catherine Conet : Jessie
- David Manet : James
- Philippe Tasquin : Miaouss
- Benoît Van Dorslear : Pogey (le vendeur), Voix de Pokémon
- Alexandra Corréa : Aurore
- Antoni Lo Presti : Pierre, Maury
- Mathieu Moreau : Baron Alberto
- Jean-Marc Delhausse : Kai, Voix de Pokémon
- Delphine Chauvier : Voix de Pokémon
- Guylaine Gibert : Allegra, Alicia (vieille), Voix de Pokémon
- Daniel Nicodème : Narrateur, Darkrai, Gaudy, Voix de Pokémon
- Fabienne Loriaux : Infirmière Joëlle
- Stéphane Pelzer : Dresseurs d'Alamos

Voix Japonaise
- Ikue Ootani : Pikachu (voix)

## Avant-première
Le film 10 de Pokémon avait été présenté en avant-première à la Japan Expo 2008. Chaque joueur possédant une version de Pokémon Diamant et Perle et d'une Nintendo DS pouvait télécharger un Darkrai spécial ou event. Un joueur s'était aussi amusé à "trafiquer" le stand qui s'est alors mis à distribuer des Cradopaud !